# Da Brat
Da Brat, pseudonimo di Shawntae Harris (Chicago, 14 aprile 1974), è una rapper e attrice statunitense. In inglese, "Da Brat" può essere tradotto come "la monella".

## Biografia
Sorellastra dell'attrice LisaRaye McCoy , è stata notata dal produttore discografico Jermaine Dupri in una competizione hip hop organizzata durante il tour di Kris Kross nel 1993, rimasto stupito dal suo fraseggio energico e velocissimo. L'anno successivo Da Brat ottiene la possibilità di registrare per l'etichetta So So Def Recordings il suo primo album in studio, intitolato Funkdafied ed interamente prodotto da Dupri, che la lancia come una sorta di Snoop Dogg femminile. La miscela di gangsta rap e funk unitamente al look da "maschiaccio" faranno il successo di questo album, che venderà oltre un milione di copie e diventerà il primo album di una rapper donna ad essere certificato disco di platino. La crescente popolarità di Da Brat le permetterà di lavorare con numerosi esponenti della scena musicale statunitense come Notorious B.I.G., Mariah Carey, Lil' Kim, Missy Elliott, le Destiny's Child e Jagged Edge.
Nel 1996 Da Brat pubblica il suo secondo album, Anuthatantrum, che ottiene un riscontro simile al precedente. Segue una pausa di quattro anni, prima di tornare con il suo terzo album Unrestricted, che rappresenta un punto si svolta nel genere musicale, molto più "commerciale", e soprattutto un restyling radicale dell'immagine della cantante, che abbandona il look da maschiaccio per sfoggiare un'immagine più sexy e femminile, sullo stile delle emergenti rapper donne del periodo come Eve o Trina. Tre anni dopo vede la luce il suo quarto album, intitolato Limelite, Luv & Niteclubz, anticipato dal singolo I'm In Love Wit Chu. In seguito Da Brat è apparsa come ospite del tour di Mariah Carey The Adventures of Mimi Tour e nel 2007 come concorrente del reality show Celebrity Fit Club.

## Vita privata
Nel 2020 ha dichiarato di essere bisessuale. Due anni dopo ha sposato la compagna Jessica. 

## Discografia

### Album
- Funkdafied (1994)
- Anuthatantrum (1996)
- Unrestricted (2000)
- Limelite, Luv & Niteclubz (2003)

### Singoli
- Funkdafied ft. JD (1994)
- Fa'All Y'all (1994)
- Give It 2 You (1995)
- Sittin' On Top of The World (1996)
- Ghetto Love ft. T-Boz delle TLC (1997)
- Watchu Like ft. Tyrese (1999)
- That's What I'm Lookin' For (2000)
- I'm In Love Wit Chu ft. Cherish (2003)

## Filmografia

### Cinema
- Kazaam - Il gigante rap (Kazaam), regia di Paul Michael Glaser (1996)
- Glitter, regia di Vondie Curtis-Hall (2001)
- Carmen: A Hip Hopera, regia di Robert Townsend (2001)

### Televisione
- All That – serie TV, episodio 1x02 (1994) – ospite musicale
- Sabrina, vita da strega (Sabrina, the Teenage Witch) – serie TV, episodio 7x04 (2002)
- Empire – serie TV, episodio 2x10 (2015)
- Star – serie TV, episodio 2x08 (2017)